# Amenemopet (fils de Paser)
Pour les articles homonymes, voir Amenemopet.
Amenemopet, fils de Paser, est fils royal de Koush sous Séthi Ier et pendant la première partie du règne de Ramsès II.

## Généalogie
Amenemopet est le fils de Paser qui occupa avant lui la charge de fils royal de Koush, lui-même fils d'un autre célèbre fils royal de Koush nommé Amenhotep Houy, qui exerça cette haute responsabilité sous le règne de Toutânkhamon à la fin de la XVIIIe dynastie.

## Carrière
Issu d'une famille puissante de militaires et de gouverneurs, Amenemopet a commencé sa carrière à cette période ou au début du règne de Ramsès Ier. Il est alors commandant des chars du roi portant des titres honorifiques prestigieux tels que « porteur de l'éventail à la droite du roi ».
Il est nommé gouverneur des pays du sud et fils royal de Koush par Séthi Ier et administre la région comprise entre Assouan et Napata, assurant ainsi le commerce et érigeant des stèles et des monuments à la gloire de son souverain. Ramsès, le fils du roi, lorsqu'il succède à son père sur le trône d'Horus confirme Amenemopet dans ses fonctions. 
On retrouve l'intervention du vice roi sur divers sites de la région dont notamment l'île Éléphantine, l'île de Sehel, la forteresse de Bouhen, ainsi qu'au temple de Beit el-Ouali où il fait décorer l'avant cour du sanctuaire pour le compte du jeune pharaon Ramsès II.

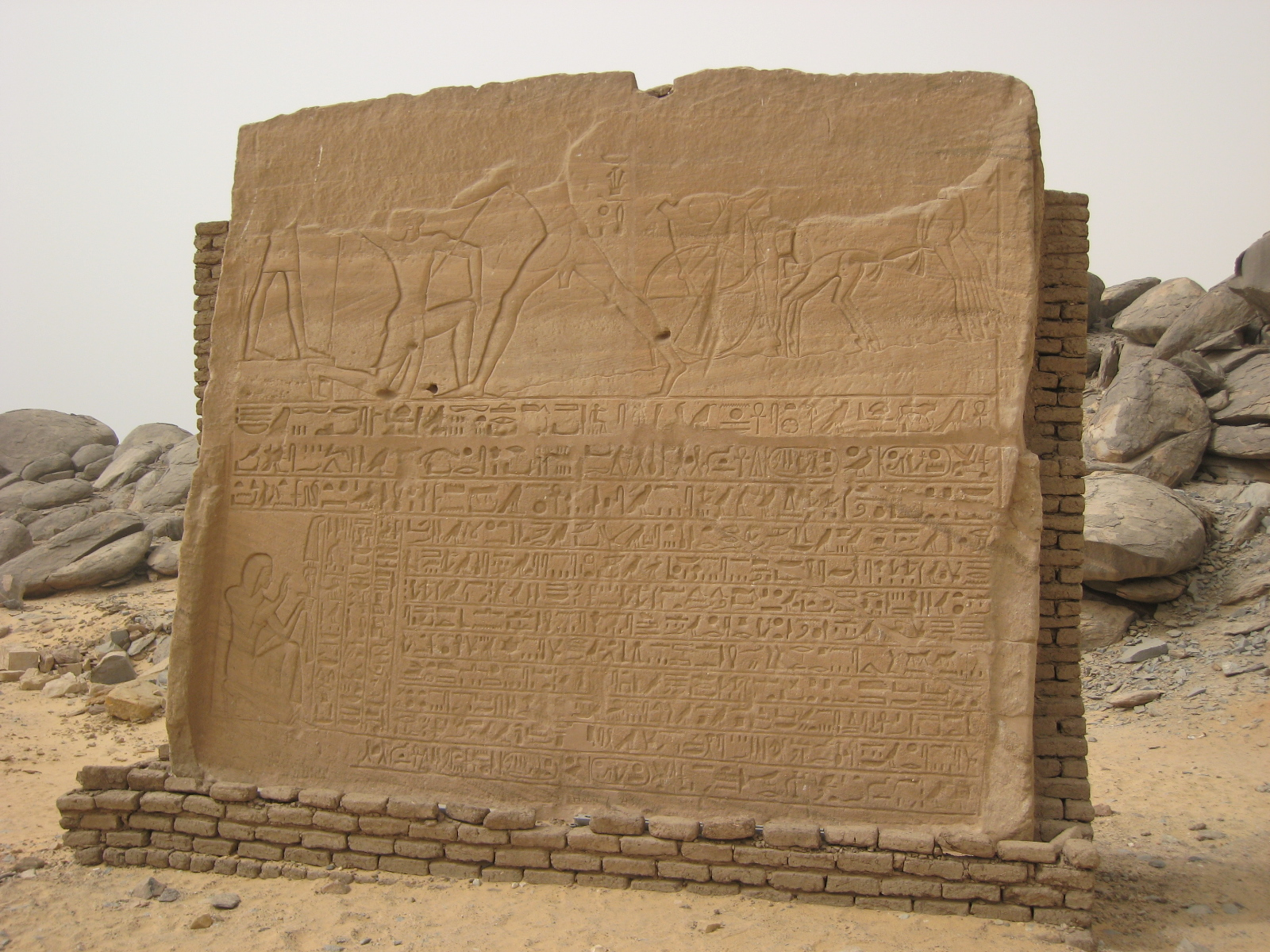
Stèle d'Amenemopet dédiée à Séthi Ier

Amenemopet s'y est fait représenté sur une grande scène décrivant d'une part la victoire du roi sur les nubiens et d'autre part les richesses de la région apportées par le vice roi au palais de Ramsès II.
Dans cette scène le roi est assis en majesté sous un dais dans la salle du trône. Les vizirs de Haute et de Basse-Égypte ainsi qu'un des fils du roi, introduisent Amenemopet et son cortège d'offrandes constituées d'ivoires, de lingots d'or, de mobiliers finement ouvragés, d'armes et objets de luxe divers comme des éventails en plumes d'autruche, des peaux de panthères mais aussi tout un défilé d'animaux exotiques vivants comme des singes, des girafes ou des panthères qui agrémenteront le zoo du palais de la résidence royale.
Le fils royal de Koush Amenemopet est remercié par le roi pour son action par l'or de la récompense.